# Златист шилоклюн кълвач
Златист шилоклюн кълвач (Colaptes auratus) е вид птица от семейство Picidae.

## Разпространение
Видът е разпространен в повечето части на Северна Америка, части от Централна Америка, Куба и Каймановите острови.